# Секст Юлий Цезарь (претор 208 года до н. э.)
Секст Ю́лий Це́зарь (лат. Sextus Iulius Caesar; III век до н. э.) — римский военачальник и политический деятель из патрицианского рода Юлиев, претор 208 года до н. э., дальний предок диктатора Гая Юлия Цезаря.

## Биография
Секст Юлий принадлежал к древнему патрицианскому роду, представители которого возводили свою генеалогию к богине Венере через Энея. Это первый упомянутый в источниках представитель рода Юлиев с когноменом Цезарь. Отец Секста предположительно носил преномен Луций, но его когномен античные авторы не называют.
Упоминания о Сексте Юлии в сохранившихся источниках относятся к 208 году до н. э., когда он занимал должность претора. В это время Рим вёл войну с Ганнибалом. По жребию Цезарю выпало управлять провинцией Сицилия — регионом, ещё совсем недавно переживавшим активные боевые действия (в частности, осаду Сиракуз). Секст Юлий командовал легионами, сформированными из выживших в битве при Каннах. Известно, что он находился в Риме на момент гибели консула Марка Клавдия Марцелла. Именно Секста вместе с Луцием Цинцием Алиментом и Луцием Лицинием Поллионом сенат направил к тяжело раненному второму консулу, Титу Квинкцию Криспину, с предложением назначить диктатора для проведения выборов. Криспин последовал совету и назначил диктатором Тита Манлия Торквата, после чего умер от ран.
У Секста Юлия было по крайней мере двое детей: Луций Юлий Цезарь, претор 183 года до н. э., и Секст Юлий Цезарь, консул 157 года до н. э. Вполне вероятно, что у Секста был ещё один сын, Гай, написавший приблизительно в 143 году до н. э. труд по истории Рима на греческом языке. Этот Гай, вероятно, был прадедом диктатора Гая Юлия Цезаря, отец и дед которого носили тот же преномен.